# Anquiterins
Els antquiterins (Anchitheriinae) són una subfamília extinta de la família dels èquids, que també inclou els cavalls, les zebres i els ases d'avui en dia. És una subfamília primitiva que aparegué amb el mesohip a mitjans de l'Eocè a Nord-amèrica, on existí fins a finals del Miocè. A Euràsia, persistí fins a principis del Pliocè amb el sinohip.